# مرثیه‌ای برای یک گونه
مرثیه‌ای برای یک گونه: چرا ما در برابر حقیقت تغییرات اقلیمی مقاومت می‌کنیم کتابی غیرداستانی است که در سال ۲۰۱۰ توسط کلایو همیلتون، پژوهشگر استرالیایی، نوشته شده و به بررسی انکار تغییرات اقلیمی و پیامدهای آن می‌پردازد. این گزارش استدلال می‌کند که تغییرات اقلیمی عواقب مضر و گسترده‌ای را برای سکونت‌پذیری حیات روی زمین، از جمله انسان‌ها، به همراه خواهد داشت که برای جلوگیری از آن خیلی دیر شده است. همیلتون بررسی می‌کند که چرا سیاستمداران، شرکت‌ها و عموم مردم این واقعیت را انکار می‌کنند یا از اقدام در مورد آن خودداری می‌کنند. او به توضیحات متنوعی از جمله افکار واهی، ایدئولوژی، فرهنگ مصرفی و لابی‌گری فعال صنعت سوخت‌های فسیلی استناد می‌کند. این کتاب بر اساس سابقهٔ پانزده سالهٔ نویسنده در نگارش دربارهٔ این موضوعات، از جمله کتاب‌های قبلی او از جمله رشد طلسم‌شده و سوزاننده: سیاست‌های کثیف تغییرات اقلیمی نوشته شده است.
مرثیه‌ای برای یک گونه در مجله‌های رسرجنس، سوسیالیست ریویو، سیدنی مورنینگ هرالد، دی ایج، کامن ریویو و آموزش عالی تایمز مورد نقد و بررسی قرار گرفته و در این مجلات از آن به عنوان «کتاب هفته» یاد شده است. گزیده‌هایی از این کتاب در روزنامهٔ گاردین و مجلهٔ جئوگرافیک منتشر شده است. این کتاب در سال ۲۰۱۰ برندهٔ جایزهٔ ادبی نخست‌وزیر کوئینزلند شد.

## محتوا
همیلتون اشاره می‌کند که در طول سال‌ها گزارش‌ها و کتاب‌های زیادی در مورد مشکل تغییرات اقلیمی و اینکه آیندهٔ بشریت چقدر شوم به نظر می‌رسد، منتشر شده است. او می‌گوید کتاب مرثیه‌ای برای یک گونه در درجهٔ اول به این موضوع می‌پردازد که چرا آن هشدارها نادیده گرفته شده‌اند.

همیلتون معتقد است که گاهی اوقات تحمل یک حقیقت ناخوشایند بسیار دشوار است:
گاهی اوقات روبه‌رو شدن با حقیقت خیلی سخت است. وقتی واقعیت‌ها ناراحت‌کننده هستند، تغییر چارچوب یا نادیده گرفتن آنها آسان‌تر است. در سراسر جهان تنها تعداد کمی از افراد واقعاً با حقایق مربوط به گرمایش جهانی روبه‌رو شده‌اند… در مورد مرگ خودمان هم همین‌طور است؛ همهٔ ما «می‌پذیریم» که خواهیم مرد، اما تنها زمانی که مرگمان قریب‌الوقوع باشد، با معنای واقعی فناپذیری خود روبه‌رو می‌شویم.
محکم‌ترین دلیل برای عدم اقدام در مورد گرمایش جهانی، «اعمال مداوم و اغلب بی‌رحمانهٔ قدرت سیاسی توسط شرکت‌هایی است که از تبدیل سیستم‌هایشان به سیستم‌های انرژی کم‌کربن و بدون کربن متضرر می‌شوند». همیلتون به روزنامه‌نگاران و نویسندگان متعددی استناد می‌کند که نفوذ شرکت‌های بزرگی مانند اکسان‌موبیل، گروه ریو تینتو و جنرال موتورز را مستند کرده‌اند. همیلتون استدلال خود را در سه مرحله بیان می‌کند:
او در ابتدا شواهد مربوط به اینکه اوضاع چقدر جدی است و چقدر بدتر خواهد شد را بررسی می‌کند. سپس، ریشه‌های انکار را بررسی می‌کند، هم از نظر مقاومت در برابر شواهد و هم در رابطه با بازیگران و سازمان‌هایی که انگیزهٔ انکار تغییرات اقلیمی را دارند. در نهایت نیز، به برخی از سناریوهای آینده نگاه می‌کند و توضیح می‌دهد که مردم باید چه کاری انجام دهند.
همیلتون معتقد است که پایه‌های انکار تغییرات اقلیمی در واکنش محافظه‌کاری آمریکا به فروپاشی اتحاد جماهیر شوروی در سال ۱۹۹۱ نهفته است. او استدلال می‌کند که با فروکش کردن «تهدید سرخ»، محافظه‌کارانی که انرژی خود را صرف مخالفت با کمونیسم کرده بودند، به دنبال راه‌های دیگری برای ابراز وجود گشتند. همیلتون ادعا می‌کند که واکنش شدید محافظه‌کارانه علیه دانش اقلیم توسط سه فیزیکدان برجسته - فردریک سایتز، رابرت جاسترو و ویلیام نیرنبرگ - رهبری می‌شد. در سال ۱۹۸۴، سیتز، جاسترو و نیرنبرگ مؤسسهٔ جورج سی. مارشال را تأسیس کردند و در دههٔ ۱۹۹۰ فعالیت اصلی مؤسسهٔ مارشال حمله به علوم اقلیمی بود.

همیلتون هنگام توصیف اقلیم‌شناسی می‌گوید که اعداد رسمی منتشر شده توسط هیئت بین‌دولتی تغییرات اقلیمی (IPCC) بسیار محتاطانه هستند و بنابراین اثرات واقعی تغییرات اقلیمی احتمالاً حتی شدیدتر خواهد بود. نتیجه‌گیری او این است که تثبیت انتشار گازهای گلخانه‌ای امکان‌پذیر نخواهد بود:
... حتی با خوش‌بینانه‌ترین مجموعهٔ فرضیات - پایان جنگل‌زدایی، نصف شدن انتشار گازهای گلخانه‌ای مرتبط با تولید مواد غذایی، رسیدن انتشار جهانی به اوج خود در سال ۲۰۲۰ و سپس کاهش ۳ درصدی در سال برای چند دهه - ما هیچ شانسی برای جلوگیری از افزایش انتشار گازهای گلخانه‌ای به بالاتر از تعدادی از نقاط عطفی که باعث تغییرات اقلیمی غیرقابل کنترل می‌شوند، نداریم. آب و هوای زمین وارد یک دورهٔ پر هرج و مرج می‌شود که هزاران سال طول می‌کشد تا اینکه فرآیندهای طبیعی در نهایت نوعی تعادل برقرار کنند. اینکه آیا انسان‌ها هنوز هم نیرویی در سیارهٔ زمین خواهند بود یا حتی زنده خواهند ماند، موضوع بحث‌برانگیزی است. یک چیز قطعی به نظر می‌رسد: تعداد ما بسیار کمتر خواهد بود.
همیلتون در مورد استرالیا می‌گوید: «استرالیایی‌ها در سال ۲۰۵۰ در کشوری زندگی خواهند کرد که به دلیل تغییرات اقلیمی دگرگون شده است، و تردید گسترده‌ای وجود دارد که آیا ما تا پایان قرن در سرزمینی که به‌طور مشخص استرالیایی است، خواهیم ماند یا خیر».